# スコット・ウィリアムズ (フィギュアスケート選手)
スコット・ウィリアムズ（Scott Williams）は、アメリカ合衆国の男性フィギュアスケート選手でのちにフィギュアスケートコーチ。1982年世界ジュニア選手権男子シングルチャンピオン。

## 経歴
1979-1980年シーズン、フランスのムジェーヴで開催された世界ジュニア選手権に初出場し5位となった。翌1980-1981年シーズンの世界ジュニア選手権では初表彰台の3位となり、1981-1982年シーズンの西ドイツで開催された世界選手権で優勝を果たした。
シニアに転向後、1984-1985年シーズンの全米選手権から3年連続でメダルを獲得し、1986年世界選手権と1987年世界選手権に出場したが表彰台に上がることはなく、オリンピック出場も叶わなかった。アマチュア引退後はプロスケーターとして活動し、現在はフィギュアスケートコーチとしても活動している。

## 主な戦績
| 大会/年       | 1979-80 | 1980-81 | 1981-82 | 1982-83 | 1983-84 | 1984-85 | 1985-86 | 1986-87 |
| ------------- | ------- | ------- | ------- | ------- | ------- | ------- | ------- | ------- |
| 世界選手権    |         |         |         |         |         |         | 9       | 10      |
| 全米選手権    |         |         |         |         | 7       | 3       | 2       | 3       |
| 世界Jr.選手権 | 5       | 3       | 1       |         |         |         |         |         |